# Mare de Déu amb Sants (Van der Weyden)
Mare de Déu amb Nen i Sants, va ser una pintura a l'oli sobre taula, obra del pintor primitiu flamenc Rogier van der Weyden datada a mitjan segle xv.

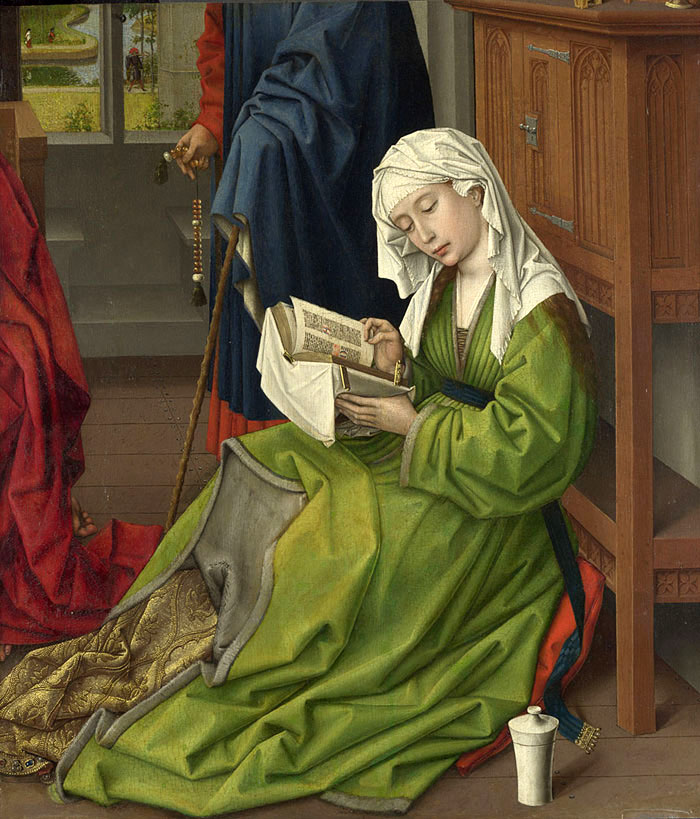
Rogier van der Weyden, La Magdalena llegint, 62.2 cm × 54.4 cm (24.5 dins × 21.4 dins). Data desconeguda però possiblement 1435–38. Oli damunt plafó de roure. Galeria nacional, London.

El retaule original era una sacra conversazione que va desaparèixer com a mínim al segle xvii, conegut tan sols a través d'un dibuix amb una còpia parcial de la pintura. El dibuix copiat probablement a finals de 1500 s'atribueix al Mestre de Koberger Ründblatter, un seguidor de Van der Weyden.
El dibuix té un fons vagament esbossat i mostra, d'esquerra a dreta: un sant bisbe no identificat amb mitra i bàcul fent un gest de benedicció; un espai estret amb unes poques línies verticals ondulades que suggereixen un començament en el contorn d'una altra figura de genolls; un home barbut descalç amb una túnica aspra identificat com sant Joan Baptista; una Mare de Déu asseguda sostenint a la falda a l'infant Jesús que s'inclina a la dreta, mirant un llibre; i sostenint el llibre, un home sense barba agenollat identificat com Joan Evangelista. El dibuix s'atura al final de la túnica de Joan, aproximadament en el punt que, en el panell de Londres, el bastó de Josep coincideix amb els vestits de Joan i els de la Magdalena. Això suggereix que el panell de la Magdalena va ser el primer a ser tallat de l'obra major.
La data del retaule és incerta però es creu que es va fer entre 1435 i 1438. Van der Weyden va ser pintor a la ciutat de Brussel·les a partir de 1435, i ha des ser posterior a aquesta data. La National Gallery dona "abans 1438". L'historiador d'art John Ward afirma que el retaule era una de les primeres obres mestres de Van der Weyden, creat a l'inici de la seva carrera quan encara estava fortament influït per Robert Campin. Proposa c. 1437 data basada en semblances a Campin  Tríptic Werl.

## Taules restants

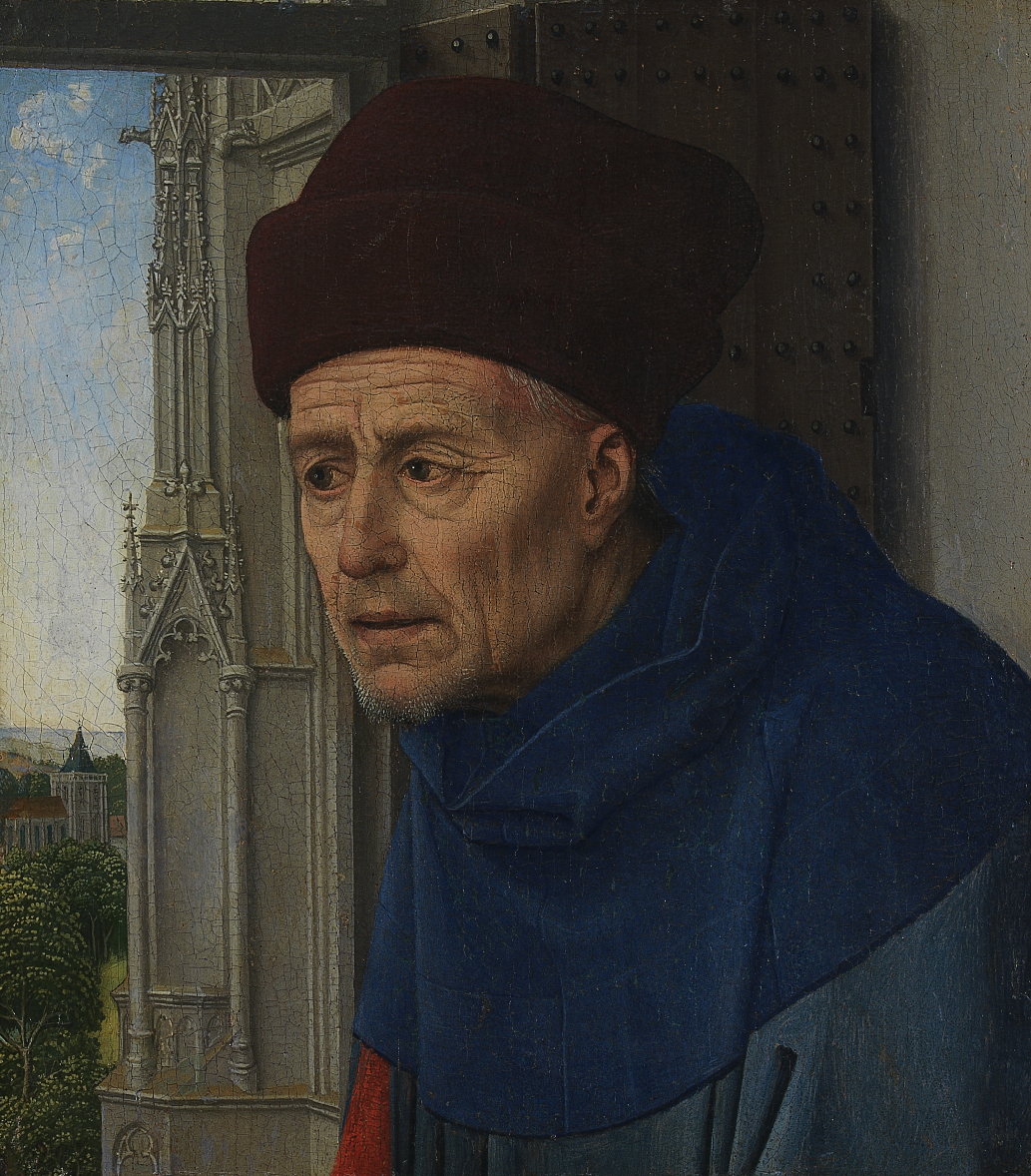
Cap de sant Josep (fragment). 21 × 18 cm. Museu Calouste Gulbenkian, Lisboa. Aquest plafó representa Sant Josep, el cos del qual és visible a la part superior de la Magdalena llegint.

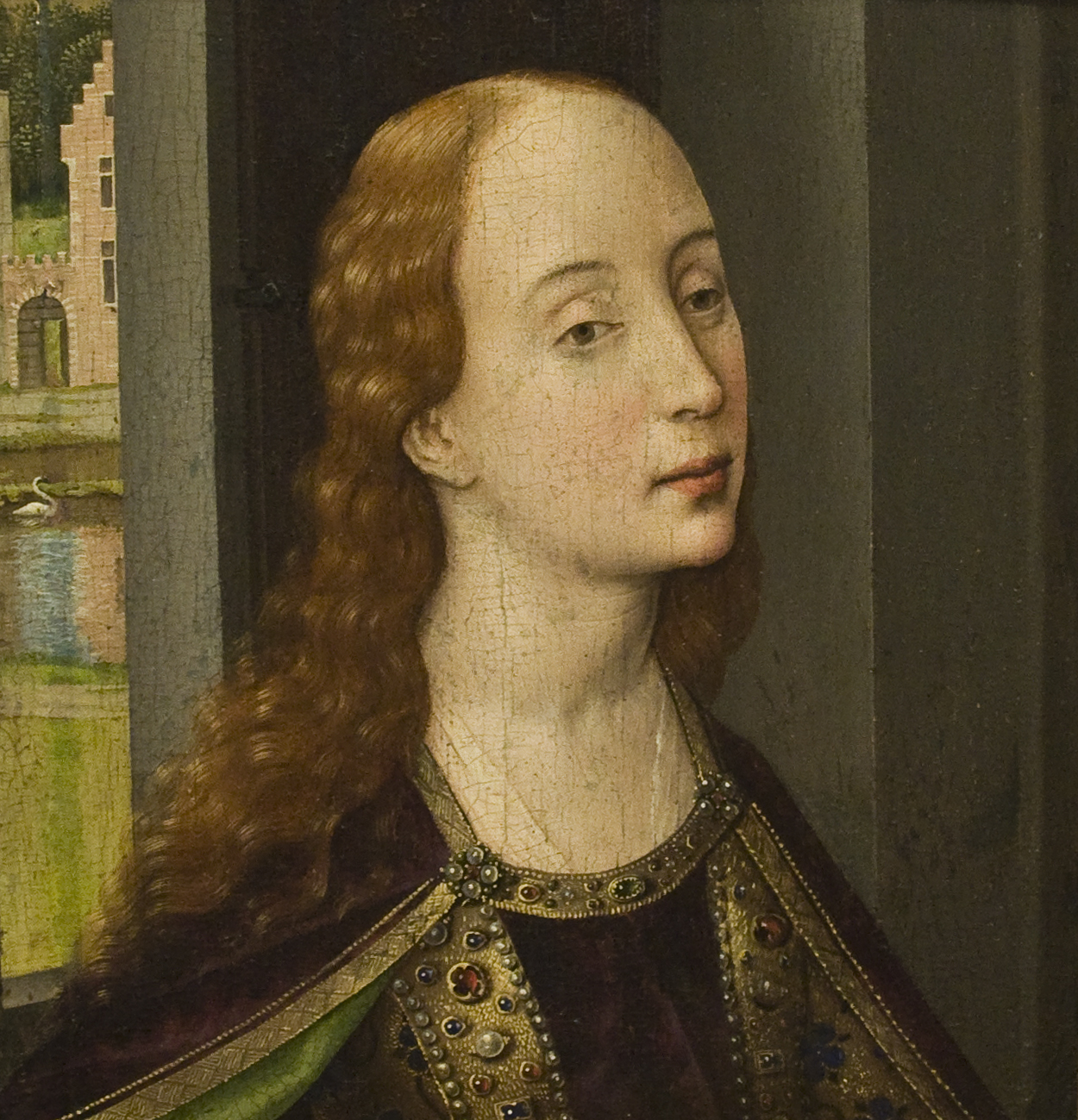
Cap d'una Santa (fragment). 21 cm × 18 cm. Museu Calouste Gulbenkian, Lisboa. Possible representació deSanta Caterina d'Alexandria, és una peça de menys qualitat que els altres dos fragments coneguts, un fet que indica que pot haver estat completat per membres del taller de Van der Weyden.

En un moment indeterminat anterior a 1811, el retaule original va ser tallat, com a mínim en tres peces, possiblement al seu mal estat, tot i que el fragment de la Magdalena està en bones condicions. El repintat en negre que tapava tot el que envolta la figura principal, probablement es va afegir a la primera meitat del segle xvii quan l'interès per la pintura dels primitius flamencs havia caigut i no estava de moda. Campbell creu que després d'ocultar el detall del fons "s'assemblava prou a una peça de gènere vàlida per a figurar en una col·lecció ben coneguda de pintura holandesa del segle XVII". Per la mida dels tres panells supervivents i la relació amb el dibuix esmentat, es calcula que l'original era, com a mínim, d'1 m d'alt per 1,5 m d'ample; el bisbe i la Magdalena semblen clarament marcar els extrems horitzontals, però l'extensió de la imatge damunt i sota els elements supervivents i el dibuix no poden ser calculats amb certesa. La mida estimada és comparable amb els retaules petits del període. El fons va ser cobert amb una capa gruixuda de pigment marró-negre fins que va ser netejat el 1955; va ser només després de l'extracció de la capa quan es va ser relacionar amb el cos superior i cap de Josep de la peça de Lisboa. Aquestes dues feines no van ser conegudes i inventariades fins al 1907, quan apareixen a la col·lecció de Léo Lardus en Suresnes, França.
El panell del Londres mostra molta de la roba de dues altres figures del retaule original. A l'esquerra de la Magdalena hi ha una roba vermella de qui sembla una figura agenollada. La figura, la roba, i de forma menys precisa el fons, encaixen amb un Sant Joan l'Evangelista agenollat. Darrere de la Magdalena hi ha mig cos inferior i un braç d'una figura dempeus vestida de blau i vermell, amb un rosari lineal en una mà i un bastó a l'altre. La part superior, el tors i el cap, encaixa amb la figura d'un dels dos panells del museu Calouste Gulbenkian de Lisboa, identificada com a Sant Josep.
Hi ha un altre petit panell al museu de Lisboa d'un cap femení, ricament vestit, conegut des de 1907 juntament amb la taula del Josep quan va ser registrat a l'inventari de Leo Nardus a Suresnes. La figura pot representar Santa Caterina d'Alexandria, i tant per l'angle de la seva roba, com per l'alineament del riu darrere seu amb el de la taula de Londres, es pot assumir que està agenollada. Al dibuix d'Estocolm no hi és, si bé s'aprecien traces del seu vestit. El panell de Josep té una petita visió d'una escena exterior a través d'una finestra; si la figura femenina s'assumeix que està agenollada, llavors els arbres per sobre de la riba s'alineen amb els del panell de Londres. Alguns historiadors d'art, incloent-hi Martin Davies i John Ward, han trigat a acceptar el panell de la Caterina com a part del retaule, encara que és indubtablement obra de Van der Weyden o d'un seguidor contemporani. L'evidència en contra d'aquesta assumpció, és el fet que la motllura de la finestra a l'esquerra de la Caterina és senzilla, mentre que la propera a Sant Josep és aixamfranada. Aquesta inconsistència en un Van der Weyden és inusual. Els plafons són d'un gruix igual (1,3 cm) i quasi d'idèntica mida; el plafó de Caterina mesura 18,6 cm × 21,7 cm, i el de Sant Josep 18,2 cm × 21 cm.
Lorne Campbell creu que, encara que el cap de Caterina està "evidentment menys ben dibuixat i pintat de forma menys brillant que la Magdalena, sembla probable que tot tres fragments provenen de la mateixa obra original"; assenyala que "a la part central de la vora dreta d'aquest fragment ["Caterina"] hi ha un petit triangle de color vermell, esbossat per una pinzellada contínua en el dibuix subjacent… És probable que el vermell sigui part del contorn de la figura que falta del Baptista". El petit triangle esmentat està en la vora exterior del panell, i només és visible quan es treu del marc. Ward, també creu que la peça es correspon directament amb els plecs de la túnica de Joan.

## Dibuix d'Estocolm

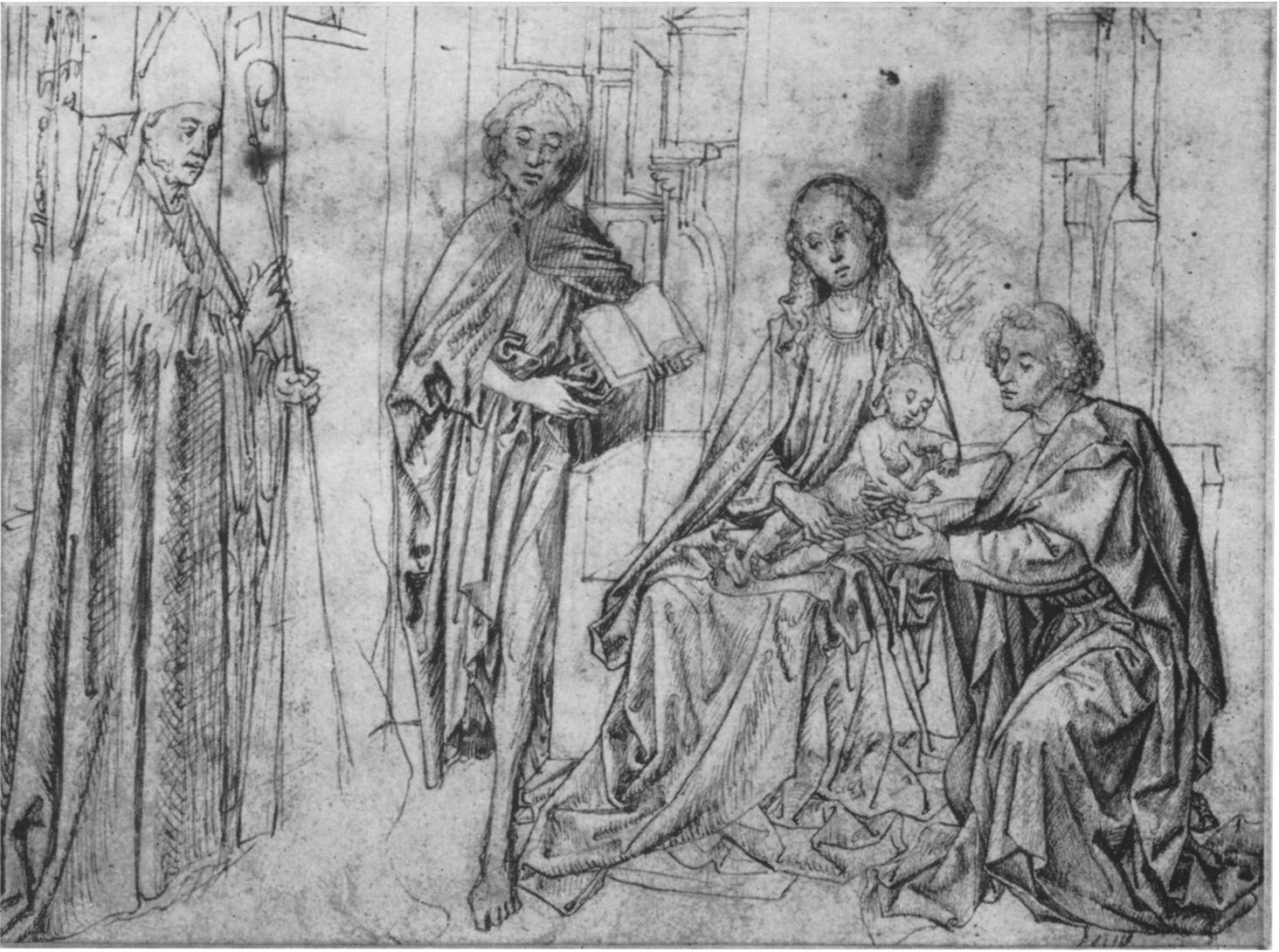
El dibuix d'Estocolm, atribuït al Mestre de Koberger Ründblatter, possiblement mostra una porció del retaule. La figura agenollada a la dreta és probablement sant Joan Evangelista, el vestit vermell del qual pot ser vist al fragment de Londres. La posició de Maria a la cantonada inferior dreta (no visible en aquesta imatge) és identificat per Ward com una posició de figures similars a d'altres treballs de Van der Weyden.

El dibuix d'Estocolm no conté la figura de Caterina, si bé hi ha un espai buit estret a la dreta del bisbe amb unes quantes línies esbossades que podrien representar el perfil de la part baixa de la figura agenollada de Santa Caterina. Tot i que cap dels rostres dels tres plafons supervivents s'hi assemblen als del dibuix, l'historiador d'art John Ward va fer una reconstrucció el 1971, on les combinava en una composició idealitzada amb la distribució de personatges del dibuix d'Estocolm, amb la decoració de l'estança -inexistent al dibuix- inspirada en la Mare de Déu amb Nen, Sants i comitents de Vrancke van der Stockt que es conserva al Louvre. Es desconeix la història o ubicació original del dibuix d'Estocolm abans del segle xix, llevat que al verso hi ha un dibuix d'una talla de la Verge i el Nen atribuït a un taller de Brussel·les, de prop de 1440 i que actualment és al museu de Portugal.